# SN 2001ki
SN 2001ki – supernowa typu Ia odkryta 1 stycznia 2001 roku w galaktyce A104858-0026. W momencie odkrycia miała maksymalną jasność 19,30m.